# Монте-Эрмада
Монте-Эрмада или Грмада (итал. Monte Ermada, словен. Grmada) — невысокий горный хребет в северо-западной части провинции Триест в Италии в муниципалитете Дуино-Ауризина. При максимальной высоте 323 м над уровнем моря хребет состоит из ряда близко расположенных пиков, образующих массивный блок, легко узнаваемый со стороны Триестского залива. Восточные ответвления цепи находятся на территории Словении.

## Основные вершины
Монте-Эрамада включает следующие вершины, двигаясь в целом с юго-востока на северо-запад: вершины Ястреб (289 м), Голяк (278 м), гора Эрмада-ди-Норд-Овест (Грижник) (225 м), Эрмада-ди-Сюд-Овест (Врх Гриже, 280 м), Кокко (На Кокем, 280 м), Фрщчак (самое южное ответвление, 235 м), Тер (281 м), Кастельер-дель-Монте-Эрмада-Инфериоре (Габрняк) (297 м), Доссо-Петриния (Большой Шкрняк) (201 м) , Нижняя Доссо-Петриния (Малый Шкрняк) (167 м) и Лисичи Врх (294 м). В Монте-Эрамада есть небольшая долина с карстовыми воронками, а также есть карстовые пруды. Наиболее изолированной вершиной является пик Кастельер-ди-Черолье (Остри Врх, 215 м).
У подножия горы Эрмада стоит небольшое поселение Черолье.

## История
В долине между горой Эрмада и горой Гредина (246 м), пролегает римская дорога через Гемину, которая, проходя через Сан-Джованни-ди-Дуино и Медеаццу, соединила Аквилею и Любляну. Будучи идеальным наблюдательным пунктом в направлении Фриули, Адриатического моря и плато Карст, вершина хребта была заселена с древних времён. Свидетельством этого присутствия являются останки кастельери (фортификационные сооружения от бронзового до железного века), обнаруженные на его ответвлениях.
В ходе Первой мировой войны (1914—1918) во время сражений при Изонцо горный хребет был неприступным оплотом австро-венгерской армии при защите Триеста. Остатки окопов и военных ходов до сих пор сохранились в местных холмах.

## Галерея

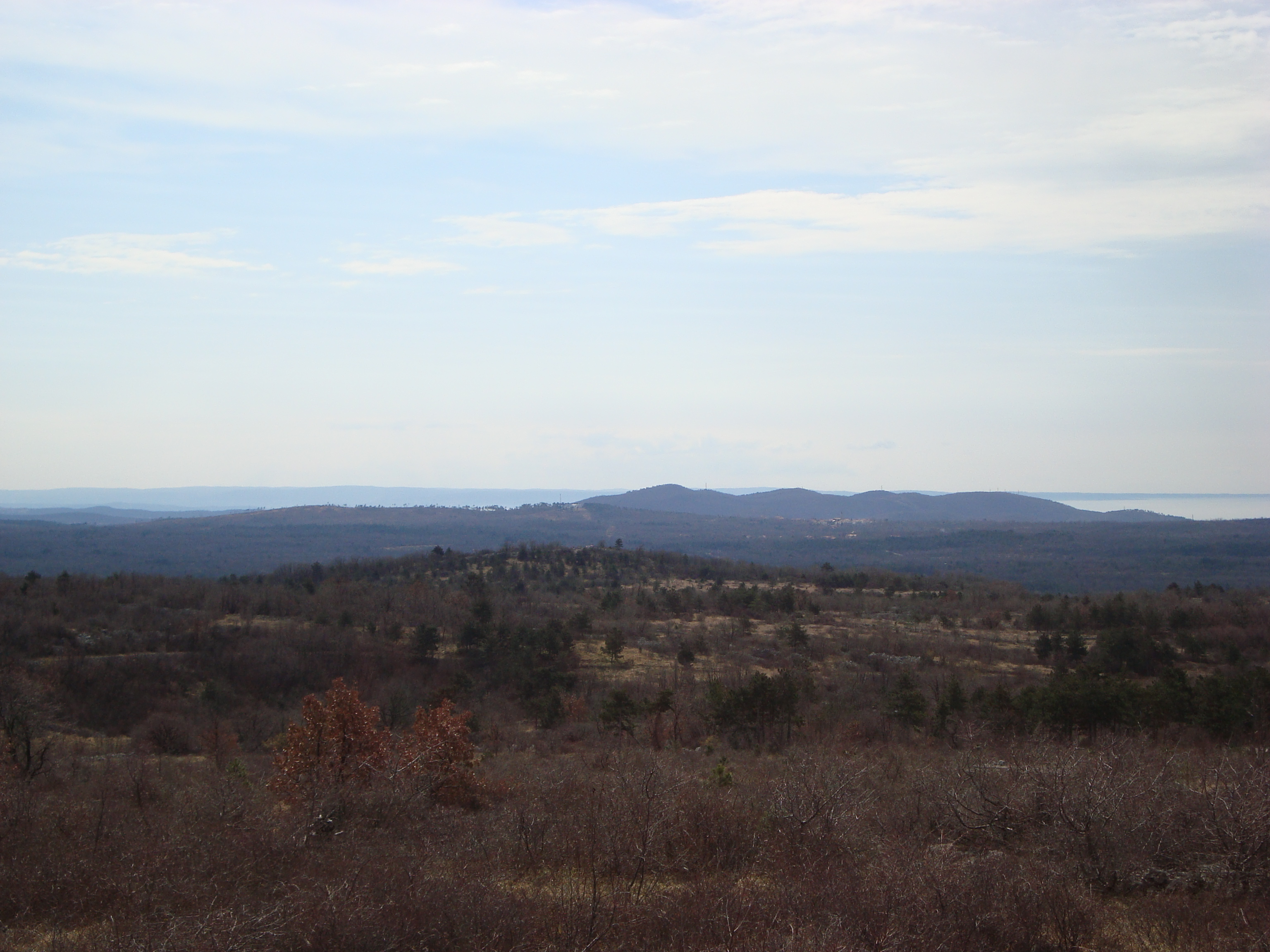
Панорама Монте-Эрмада
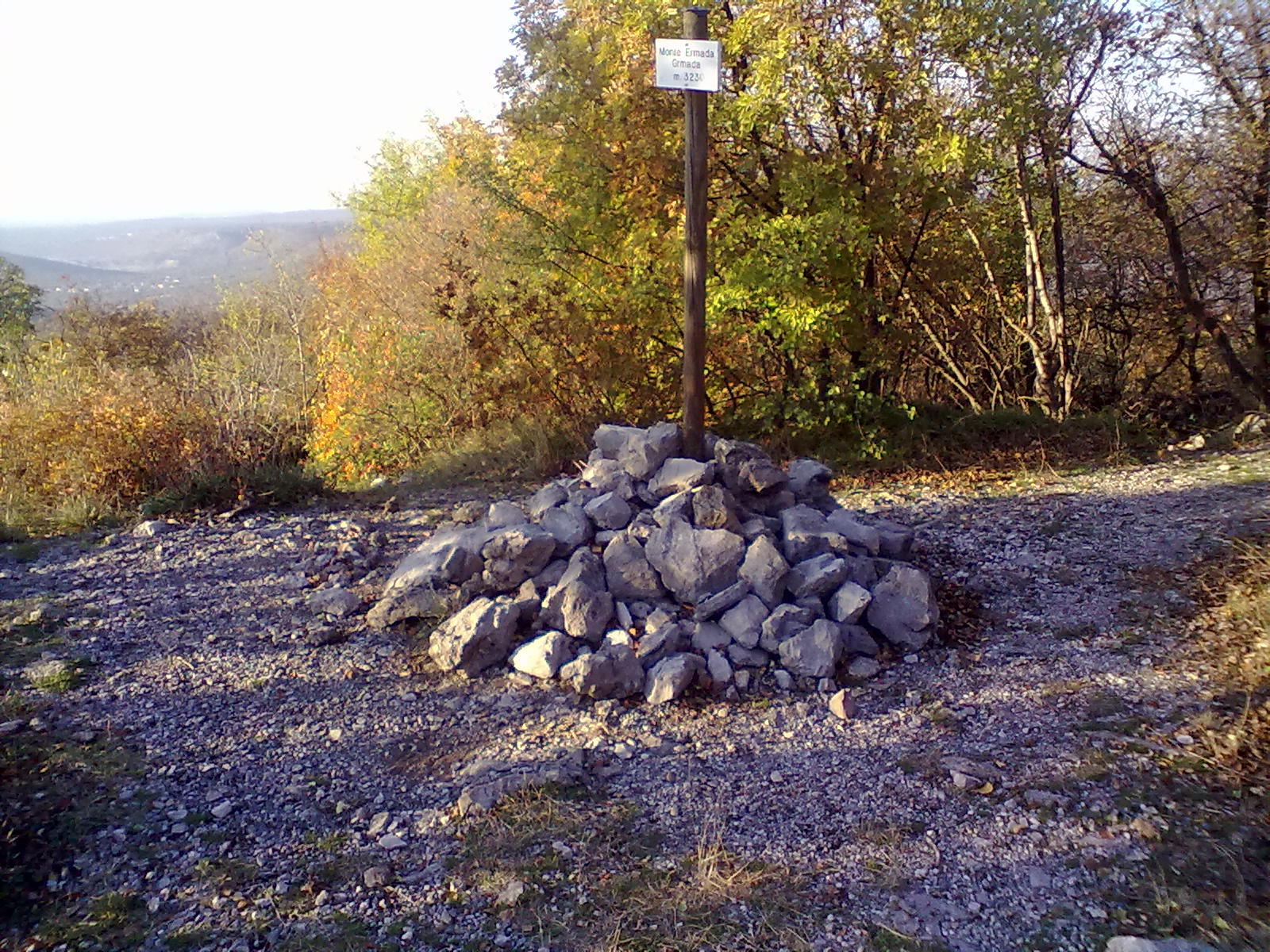
Пик Эрмада (323 м)
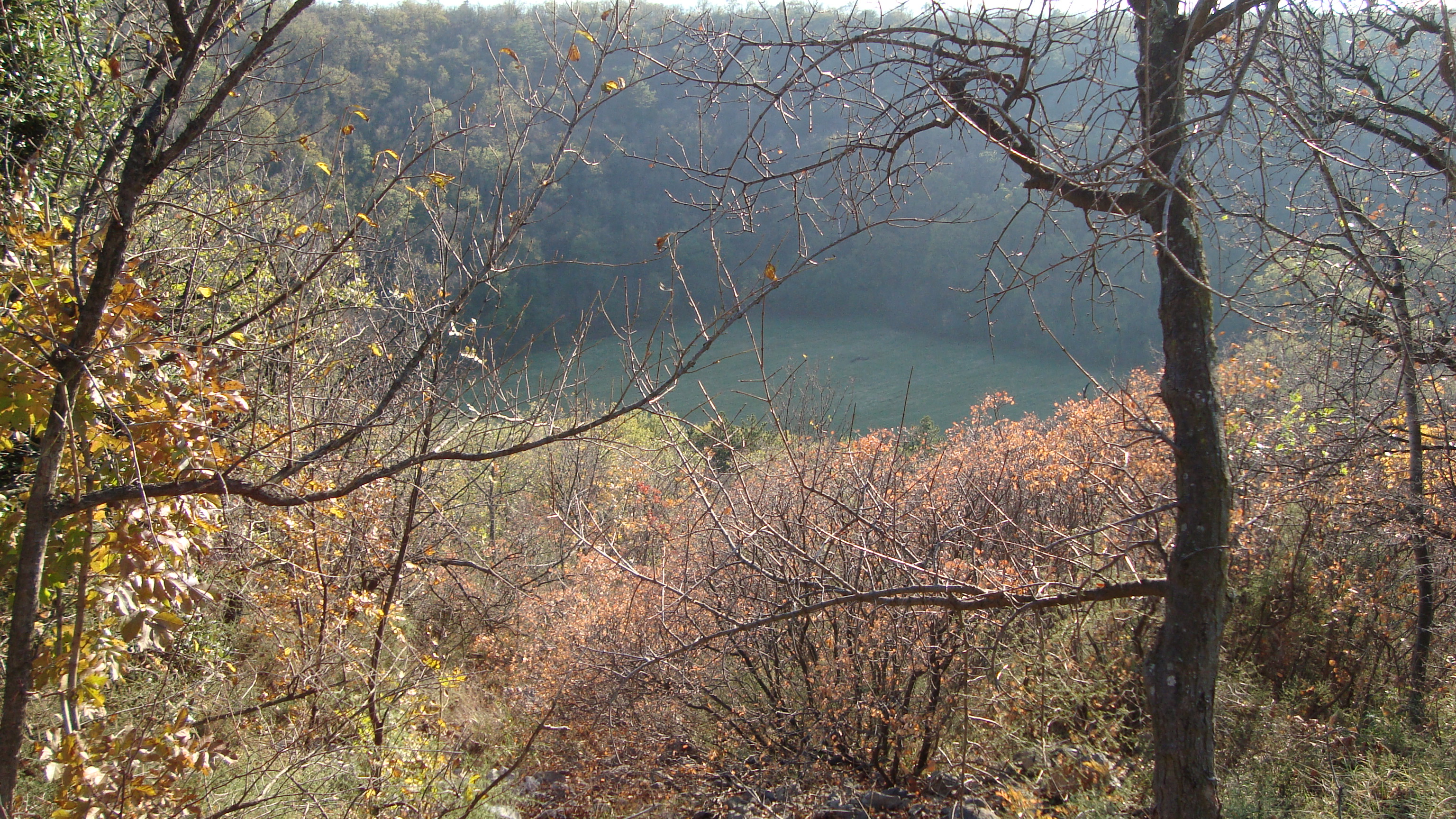
Главная долина хребта